# Salvador Mas i Conde
Salvador Mas i Conde (* 27. Februar 1951 in Barcelona) ist ein katalanischer Dirigent.

## Leben und Werk
Salvador Mas wurde von 1959 bis 1965 musikalisch zunächst an der Escolania de Montserrat ausgebildet. Von 1965 bis 1974 studierte er am Conservatori Municipal de Música de Barcelona. Von 1970 bis 1974 war er dort Schüler im Fach Dirigat von Antoni Ros i Marbà. In dieser Zeit studierte er gleichzeitig romanische Philologie an der Universitat Autònoma de Barcelona. Er absolvierte Vertiefungsstudien in Wien (1974–1977) bei Hans Swarowsky, Karl Österreicher, Otmar Suitner, Günther Theuring, in Salzburg bei Bruno Maderna (1969) und in Siena bei Franco Ferrara (1971). 1980 gewann Mas den ersten Preis beim II. Hans Swarowsky Wettbewerb in Wien.
1977 war er Direktor des Stadttheaters Mainz. Von 1978 bis 1981 leitete er das Orquestra Ciutat de Barcelona. Von 1983 bis 1985 war er Gastdirigent des Orfeó Català. Von 1985 bis 1991 war er musikalischer Leiter der Württembergischen Philharmonie Reutlingen, von 1988 bis 1994 des Limburgs Symfonie Orkest in Maastricht und von 1993 bis 1999 der Düsseldorfer Symphoniker. Er war von 1998 bis 2001 auch musikalischer Direktor des Israelischen Kammerorchesters in Tel Aviv. Von 2008 bis 2012 leitete er das Orquesta Ciudad de Granada (Orchester der Stadt Granada). Mas erhielt regelmäßig Einladungen zu Gastdirigaten bei den Rundfunkorchestern von Berlin, Leipzig, Saarbrücken und in den Niederlanden ebenso von den Münchner Philharmonikern.
Mas leitete die Dirigat-Klassen der Escola Superior de Música de Catalunya und war von 2005 bis 2008 Direktor dieser Barceloneser Musikhochschule. Derzeit wirkt Mas bei den Wiener Meisterkursen für Dirigat als Lehrer mit.